# Bohumil Říha
 (octobre 2017).
Bohumil Říha (22 février 1907 - 15 décembre 1987) est un écrivain tchécoslovaque, surtout connu pour ses œuvres destinées à la jeunesse, qui lui ont valu le prestigieux prix international, le prix Hans Christian Andersen, catégorie Écriture, en 1980.

## Biographie
Né à Vyšetice, il fait ses études à Čáslav. Il termine ses études en 1925 et devient enseignant. Il travaille d'abord comme maître d'école à Poděbrady. En 1945, il devient inspecteur d'école à Vysoké Mýto.
Il a déjà commencé à publier des romans historiques et des livres pour la jeunesse. En 1952, il adhère à l'Union des écrivains, ce qui lui permet de voyager en Union soviétique, en Chine ou encore au Mexique. 
Il travaille ensuite vers 1971 au sein de l'UNESCO et de l'IBBY. Il est nommé artiste national en 1975. En 1977, il signe l'Anticharte, texte en réaction à la Charte 77. La même année, il est décoré de l'Ordre du travail.

## Œuvres

### Pour la jeunesse
- O lékaři Pingovi, 1941
- O třech penízcích, 1941
- Honzíkova cesta, 1954
- O letadélku Káněti, 1957
- Pět bohů táhne přes moře
- Jak vodníci udobřili sumce
- Dva kluci v palbě
- Velká obrázková knížka pro malé děti, 1959, 1976 écrit avec M. Lukešovou
- Divoký koník Ryn 1966
- Jak jel Vítek do Prahy
- Dětská encyklopedie, illustrée par Vladimír Fuka; 1959, 1962, 1966, 1971
- Střídá se kapitán
- Adam a Otka, 1970
- O rezavém rváči a huňatém pánov, illustrations de Jiří Trnka, 1971
- Nový Gulliver, 1973,
- Indiánská romance, 1981
- Vítek, 1982

## Prix et distinctions
- (international) « Honor List » 1972[2], de l' IBBY, pour O rezavém rváči a huňatém pánov, illustrations de Jiří Trnka
- Artiste national, 1975
- Prix Hans Christian Andersen, catégorie Écriture, 1980